# Церковь Николая Чудотворца в Сапожке
Церковь Николая Чудотворца в Сапожке (в Сапожках) — уничтоженный православный храм Белого города. Находился до 1838 года на небольшой площади — Сапожковой (названа так по церкви), рядом с Кутафьей башней Московского Кремля.
После её разрушения престол перенесли во вновь построенную домовую церковь Манежа. Название в Сапожке (в Сапожках) церковь получила по храмовой иконе Николая в серебряных вызолоченных сапожках.
Престол был посвящён Николаю Чудотворцу.

## История

### Строительство церкви

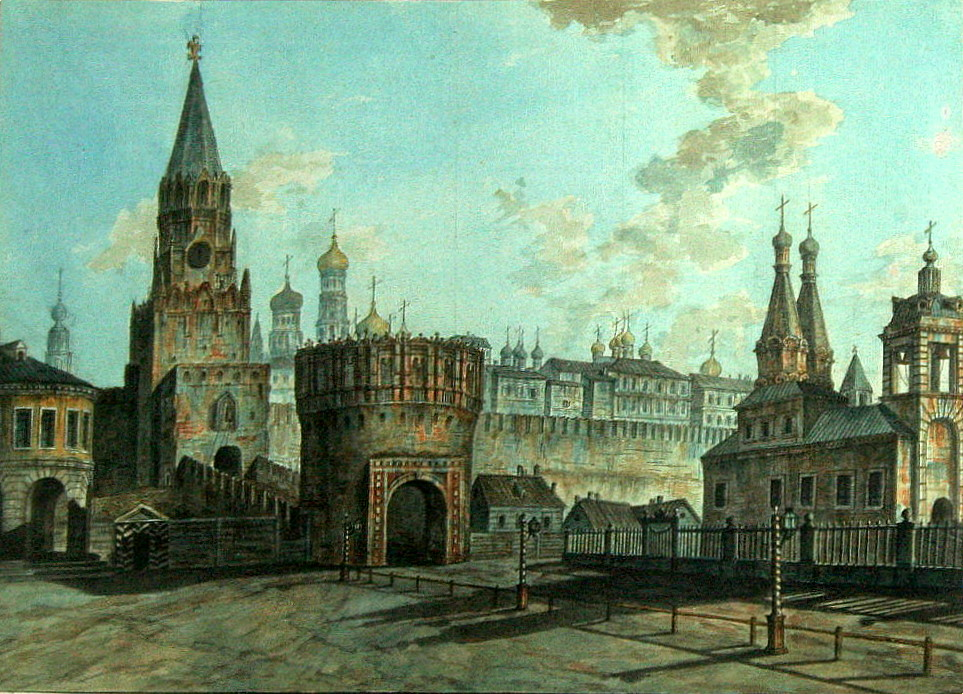
1800-е годы. Справа — церковь Николы в Сапожке. Акварель Фёдора Алексеева

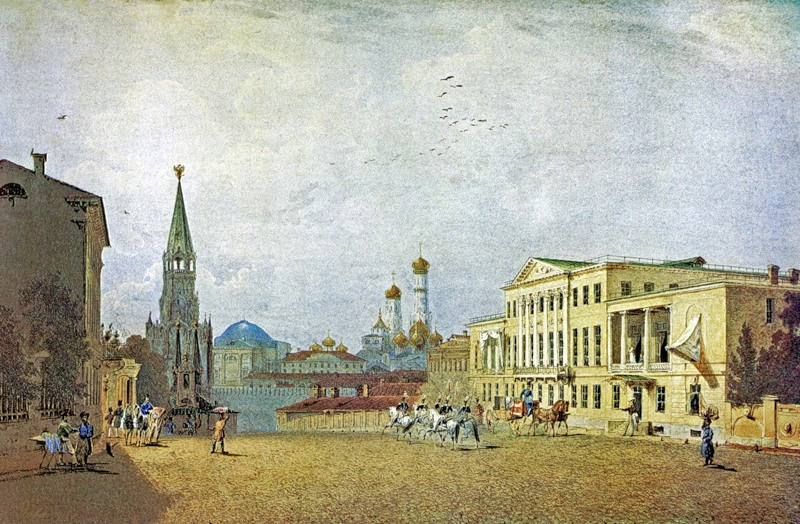
1840-е годы. Дом Талызина на Воздвиженке. Акварель Василия Садовникова. Перед Троицкой башней видна церковь Николы в Сапожке

Первая церковь на этом месте была построена в 1470 году с посвящением Симеону Святому. Разобрана в 1493 году. В XVI веке восстановлена с посвящением святителю Николаю.
5 августа 1648 года освящено новое каменное здание церкви «о двух шатрах».
В 1788 году построена новая колокольня (аналог — колокольня Храм Троицы Живоначальной в Конькове), взамен, по всей видимости, шатровой.
В 1814 году Никольская церковь была приписана к Воздвиженской церкви упразднённого Крестовоздвиженского монастыря.
В 1817 году рядом с церковью Николы в царствование Александра I был построен Манеж (экзерциргауз), призванный отразить национальный подъём в русском обществе, вызванный победами в Отечественной войне 1812 года.
В 1837 году Николай I повелел разобрать Никольскую церковь (разобрана в 1838 году). Кирпич было предписано использовать для строительства новой домовой Никольской церкви в полукруглой пристройке к Манежу со стороны Александровского сада. Манежная Никольская церковь освящена в 1843 году и была рассчитана на 500 человек.
Иконы и церковная утварь из старой Никольской церкви были перенесены во вновь устроенный Никольский придел Воздвиженского храма, к которому была приписана церковь.

### Советский период
Домовая Никольская церковь при Манеже была закрыта в 1920 году, разрушена в 1930 году. В здании располагался гараж ВЦИК. В 1958 году Манеж был переоборудован в Центральный выставочный зал Союза художников СССР.
Место расположения церкви видно по трём аркам с дверьми со стороны Александровского сада, реконструированным в общем стиле Манежа.